# Большое Ивахново
Большое Ивахново — деревня в Селижаровском муниципальном округе Тверской области.

## География
Находится в западной части Тверской области на расстоянии приблизительно 13 км на юг по прямой от административного центра округа поселка Селижарово.

## История
Деревня была показана (тогда Ивахнова) ещё на карте 1825 года. В 1859 году здесь (сельцо Осташковского уезда Тверской губернии) было учтено 18 дворов, в 1939 — 54. До 2017 года входила в Захаровского сельского поселения, с 2017 по 2020 год в составе Селижаровского сельского поселения Селижаровского района до их упразднения.

## Население
Численность населения: 201 человек (1859 год), 9 (русские 100 %) 2002 году, 5 в 2010.